# Rheinlandstöchter
Rheinlandstöchter ist ein Roman aus dem Frühwerk der deutschen Schriftstellerin Clara Viebig aus dem Jahr 1897.
Der Roman mit autobiographischen Zügen schildert das Leben einiger junger Frauen um 1890, die, den Sitten der Gesellschaft folgend, ihr Glück in einer vorteilhaften Heirat suchen. Eine Ausnahme ist Nelda Dallmer, die auf eigenen Füßen stehen will, aber an ihrer rebellischen Lebensführung fast zerbricht.

## Handlung
Die Romanhandlung ist in drei Bücher aufgeteilt, die sich an unterschiedlichen Orten zutragen: in Koblenz, in dem Dorf Manderscheid in der Eifel und schließlich in Berlin bzw. zum Ende hin erneut in Manderscheid.

### Erstes Buch
Die Handlung beginnt in der etwas spießbürgerlichen Atmosphäre der gutbürgerlichen Koblenzer Gesellschaft. Bei einem Kaffeekränzchen, an dem Neldas Mutter Lore teilnimmt, diskutieren die Damen über Liebe und Ehe. Es wird deutlich, dass den jungen Mädchen jener Zeit wenig anderes bleibt, als einen möglichst vermögenden Mann zu heiraten und auf diesem Wege eine „gute Partie“ zu machen.
Nelda (Thusnelda) Dallmer spottet über diese Praxis und entzieht sich nach Möglichkeit dem Heiratsmarkt ihrer Zeit, der häufig auf Tanzveranstaltungen stattfindet. Man erzählt empört, ihrer Auffassung nach seien Bälle „wie ein Gänsemarkt; die Mütter säßen als Verkäuferinnen ringsum, und die Gänse, die am feistesten wären und am lautesten schnatterten, gingen am ersten ab.“
Indes verhalten sich die jungen Tänzerinnen tatsächlich nach den herrschenden Forderungen: „Blau und Rosa knixten, verschämt errötend […] Blau und Rosa schwebten vor den Eltern her. Anweisungen der Mutter werden sofort erfüllt: ‚Haltet euch nicht steif, nicht so wie Nelda Dallmer, […] neigt euch anmutig!‘ Und Blau und Rosa neigten sich.“
Nur ihren Eltern zuliebe nimmt Nelda bisweilen an derartigen gesellschaftlichen Veranstaltungen teil. Doch just auf einem solchen Ball lernt sie über ihre Nachbarn, Hauptmann Paul Xylander und dessen Ehefrau Elisabeth, den Premierleutnant Ferdinand von Rahmer kennen und lieben.
Rahmer leidet unter der Schande eines betrügerischen Vaters, der sich das Leben genommen hat. Seine Mutter ist über diese Ehrverletzung verrückt geworden. Er selbst fühlt sich aller Ehre beraubt und hält sich nicht für würdig, eine Verbindung zu einer Frau einzugehen.
Von Ramer klärt Nelda über seine Verhältnisse auf, doch sie stellt ihre Liebe über den gesellschaftlichen Makel des Geliebten. Beide verabreden sich häufig und träumen von einer Zukunft, die nach seiner Beförderung zum Hauptmann beginnen soll. Indes ist Nelda bitter enttäuscht, als sich Rahmer nach seiner Beförderung nach Mainz versetzen lässt. Als sie ihn in seiner Wohnung aufsucht und zur Rede stellt, versucht er zu erklären, dass seine Schande ihm verbiete, eine Frau an sich zu binden. Als sie nicht versteht, sagt er, er liebe sie nicht. Nelda ist am Boden zerstört.
Zu allem Unglück wird bekannt, dass Nelda in Rahmers Wohnung gewesen ist, und die junge Frau kommt ins Gerede. Einzig ihre Eltern, der Regierungsrat Joseph Dallmer und seine Frau, sowie Hauptmann Xylander bleiben ihr zugetan. Xylander, der Neldas Ehre verteidigen will, entgeht nur knapp einem Duell.
Nelda gilt nun gesellschaftlich als geächtet und verliert ihre Kontakte zu den einstigen Freundinnen. Einzig Agnes Röder, deren Zukunft durch eine glänzende Heirat mit dem Freiherrn Carlo von Osten gesichert scheint, bleibt ihr verbunden. Andere, wie die umschwärmte Anselma von Koch, haben für die einstige Spötterin nur Verachtung übrig. Nachdem Nelda gar von Hauptmann Xylander bei einem Selbstmordversuch gerettet wird, soll sie sich von ihren traumatischen Erfahrungen bei ihrem Onkel in der Eifel erholen.

### Zweites Buch
Die Ereignisse des zweiten Buches zeigen Nelda im Haus ihres Onkels, des Manderscheider Bürgermeisters Konrad von Dallmer. Das Dorf Manderscheid ist Nelda seit Kindheitstagen vertraut. Sie trifft Heinrich Hommes, den einstigen Spielkameraden wieder, der zu einem jungen Mann herangewachsen ist und die Gastwirtschaft seines Vaters übernommen hat.
Onkel Konrad, seit dem Tod seiner geliebten Frau alleinstehend, hat sich Vefa, eine junge Waise, als Wirtschafterin, ins Haus genommen. Vefa verkörpert den Typ der Frohnatur, die immer einen Liebsten hat, und ihre begangenen „Sünden“ nach der Beichte in der Kirche als erledigt ansieht. Von dieser unbeschwerten Lebensart inspiriert, versucht Nelda, ihr Gleichgewicht in der Gläubigkeit wiederzufinden, aber dies gelingt der teils protestantisch-nüchtern, teils katholisch erzogenen jungen Frau nur teilweise. Sie beginnt zu ahnen, dass sie in ihrer Liebe zu Rahner vieles versäumt hat.
Neldas Gesundung macht in der schönen Landschaft Fortschritte, gemäß dem Spruch ihres Onkels „Lieg du nur einmal so recht fest an der Brust der Natur, dann kriegst du andre Augen. Sie werden heller“. Ihr Leid relativiert sich weiterhin durch ein tragisches Ereignis im Nachbardorf Meerfeld.
Bürgermeister Dallmer hatte dafür gesorgt, dass das dortige Maar teilweise trockengelegt werden konnte, um für die Bevölkerung mehr Ackerland zu gewinnen. Im Dorf bricht jedoch der Typhus aus; dies wird mit den Neuerungen der Trockenlegung in Verbindung gebracht. Die Einwohner wenden sich gegen ihren Bürgermeister, doch es gelingt ihm, die Menge zu beruhigen. Bei einem Besuch in Meerfeld wird Nelda mit schlimmer Krankheit und Armut konfrontiert, was ebenfalls dazu führt, dass sie ihre eigene Lage aus veränderter Perspektive wahrnimmt.
Der einstige Spielkamerad Heinrich Hommes ist Nelda treu ergeben. Bei einem Unwetter während eines Spazierganges kommen sich beide näher. Der zarten Beziehung wird ein Ende gesetzt durch Neldas überstürzte Abreise nach Koblenz. Ihr Vater ist todkrank. Kurz nach ihrer Ankunft verstirbt er. Neldas Trost ist ein Brief, in dem der Vater ihr mitteilt, sie sei seines Lebens große Wonne gewesen.

### Drittes Buch
Handlungsort des dritten Buches ist die Großstadt Berlin. Aus unterschiedlichen Gründen sind viele der Protagonisten dorthin verzogen. Der Handlung vorangestellt werden die Tagebuchaufzeichnungen der Agnes von Osten, die mittlerweile völlig desillusioniert in einer unglücklichen Ehe lebt. Ihr unsteter Ehemann Carlo hat eine Liebschaft mit Anselma von Koch begonnen, die ihrerseits unzufrieden ist mit ihrem wesentlich älteren, aber schwerreichen Ehemann Leo Arnheim.
Nelda, die sich in den engen Konventionen der Koblenzer Gesellschaft nie wohl gefühlt hat, hat die Mutter dazu überredet, ebenfalls nach Berlin zu ziehen. Sie verspricht sich in der Großstadt gesellschaftliche Freiheit und, durch ein Musikstudium, eine berufliche Chance. Ihre Ausbildung scheitert. Um die schmale Kasse aufzubessern, gibt Nelda Klavierstunden, und Mutter und Tochter betreiben eine Pension. Der Untermieter Moritz Schmolke, ein gemütlicher, aber einfacher Rentier, wird später Neldas Mutter heiraten.
Zwei weitere Mieter gehen eine Beziehung ein, die tragisch endet: Vera Berg entzieht sich einer Schwangerschaft, indem sie ins Wasser geht, Doktor Müller wechselt daraufhin die Wohnung.
Die traurigen Vorfälle, welche die Vergänglichkeit des Glückes demonstrieren, ermöglichen Nelda ihre innere Befreiung. Sie hilft ihrer treuen Freundin Agnes, die aus Pflichtgefühl zu ihrer Tochter an der desolaten Ehe festhält, indem sie Anselma davon überzeugt, die Beziehung zu Osten zu beenden.
Über den Kontakt zur Familie Xylander, die mittlerweile ebenfalls nach Berlin verzogen ist und in einer soliden, aber letztlich recht herzlosen Ehe zusammenlebt, erfährt Nelda Neuigkeiten von Rahmer. Er hat nach dem Tod seiner Mutter den Militärdienst aufgegeben und arbeitet in einer Kölner Gewehrfabrik. Auch er hat dazugelernt und weiß nun, dass äußere Ehre nicht das Wesentliche ist. Nun würde er gerne Nelda als Frau gewinnen.
Nach der Hochzeit ihrer Mutter mit Schmolke fühlt Nelda sich überflüssig und sie sucht erneut den Onkel in Manderscheid auf. Xylander will seinen beiden Freunden helfen und arrangiert auf der Reise ein Treffen zwischen Rahmer und Nelda. Die in ihrem Stolz gekränkte Nelda weist den geliebten Mann zurück.
Das Ende des Buches gibt jedoch Hoffnung, dass sie bereit sein wird, mit Rahmer ein gemeinsames Leben einzurichten, wenn er nur in die Eifel kommt und sie um ihre Hand bittet: „‘[…] hier stehe ich und warte. Und kämpft er sich durch, und kommt hier herauf, und holt mich, dann, ja dann…‘ […] Sie lachte frei in den Wind hinaus – ein seliges Lachen – hallend gab es das Echo zurück.“

## Themen und Interpretationsansätze
Der Roman, der zu den größeren Erstlingswerken der Schriftstellerin gehört, wird zunächst allgemein gelobt wegen der „glänzenden Charakteristik“ der Heldin Nelda.
Dennoch werden auch typische Defizite eines Erstlingswerkes festgestellt. Ludwig Schröder spricht von einer ‚hastigen und abgerissenen Darstellung›, von zu stark ausgeprägte Subjektivität mit dem erschütternden Klang persönlichster Bekenntnisse.
Clara Viebig selbst äußert sich folgendermaßen: „‚Rheinlandstöchter‘ […] wimmelt von Fehlern, von Verstößen gegen die Kunst. Ich habe dort alles hineingestopft, was ich auf dem Herzen hatte, und der Stoff sprengte den Rahmen.“ Sie sei dennoch erfreut darüber, das Buch auch noch über 30 Jahre nach seiner Entstehung in den Händen junger Mädchen zu sehen: "Das beweist mir nur, dass ich in meiner Heldin [...] ohne Zweifel gut den Typ des Mädchens aus gutem Hause gezeichnet habe."
Der Roman erfährt auch eine Einordnung als Gesellschaftssatire, da an zahlreichen Stellen eine Neigung zur Karikatur festzustellen sei.
In literaturhistorischer Hinsicht wird der Roman in der Nachfolge von Theodor Fontane eingeordnet, da dieser sich thematisch unmittelbar an dessen letzten Roman „Die Poggenpuhls“ anschließe. Beide Romane seien Milieuschilderungen von Familien, deren Ernährer als Angehörige niedriger militärischer Ränge niedrig bezahlt und in Standesgrenzen eingeengt sind.
Auch die Duellforderung erinnert an die entsprechenden Szenen in „Effi Briest“. Während das dortige Duell allerdings, mit tödlichem Ausgang für Crampas ausgetragen wird, wird der – allerdings lediglich auf einer Spöttelei beruhende – Konflikt bei Viebig auf gütlichem Wege gelöst.
In der kompromisslosen Zeichnung der Figur der Nelda sind in dem Roman emanzipatorische Züge enthalten. Clara Viebig zeichnet jedoch durchaus unterschiedliche Ehemodelle, die nebeneinander ihre Berechtigung haben können:
Da ist die nach außen intakte, nach innen jedoch recht trockene Ehe der Xylanders, die duldende Nachsicht der betrogenen Agnes von Osten, die wegen der gemeinsamen Tochter an ihrem untreuen Mann festhält, die erwachende Liebe in der zunächst völlig heiratsfernen Schulvorsteherin Aurora Planke, die ihren Lateinschüler heiratet, das lebenslustige Verhalten der Waise Vefa oder auch die Liebesehe von Neldas sehr verschiedenen Eltern sowie die zweite Ehe der Mutter mit Schmolke, die eher einem Zweckbündnis gleicht. Letztlich sieht Clara Viebig eine sinnvolle Lebensgestaltung in einer Welt, in der die Frau gemeinsam mit ihrem Mann ihr Glück macht.

## Biographische und historische Bezüge
Die Schilderungen zu Neldas Leben sind mehr oder weniger Erfahrungen der Schriftstellerin selbst: „Wie bei allen Anfängern hatten meine ersten Romane mehr oder weniger ein autobiographisches Aussehen. Ich kam nicht um eine gewisse Rührung umhin, wenn ich heute mein erstes Werk ansehe: ‚Rheinlandstöchter‘.“ Insbesondere die Vatergestalt trägt Züge des von Viebig geschilderten eigenen, früh verstorbenen Vaters.
Im Hinblick auf die Trockenlegung des Meerfelder Maars nimmt Clara Viebig Bezug auf historische Ereignisse der Jahre 1877–1880: In jenen Jahren, zur Zeit des Kaisers Wilhelm I., wurde der Wasserspiegel des Maares auf Kosten des Staates, um 2 Meter gesenkt, um die umliegenden Wiesen zu entwässern.
Mit der Verortung des Handlungsbeginns in die Koblenzer Gesellschaft um 1900 hat Clara Viebig der Stadt Koblenz ein aufschlussreiches Denkmal gesetzt.

## Ausgaben und Übersetzungen
Aufgrund seiner Thematik und Stilistik kann das Entstehungsdatum der „Rheinlandstöchter“ vor dem der Novellen der „Kinder der Eifel“ angenommen werden, wobei beide im Jahr 1897 erstmals in Buchform erschienen sind.
Die „Rheinlandstöchter“ erleben im Jahr 1897 zunächst einen Vorabdruck in Fortsetzungen in Die Romanwelt, einer „Zeitschrift für die Litteratur aller Völker“. Im gleichen Jahr wird er im Verlag Fontane & Co. veröffentlicht. Der Roman erlebt insgesamt bis 1930 eine Auflage von 37 Tausend und wird 1911, 1922 und 1930 in Clara Viebigs „Sammlung ausgewählter Werke“ aufgenommen. 1904 erfolgt eine Übersetzung ins Schwedische („Rhenlandsdöttrar“, übersetzt von Andrea Hedberg, Stockholm: Fritze, 412 S.).
Den Spruch „Lieg du nur einmal so recht fest an der Brust der Natur, dann kriegst du andre Augen. Sie werden heller“ hat Clara Viebig häufiger als Sinnspruch verwendet. Im Heimatmuseum Manderscheid ist eine entsprechende Porträtkarte der Schriftstellerin mit diesem Spruch ausgestellt.
Eine Neuauflage erschien 2019 im Rhein-Mosel-Verlag (ISBN 978-3-89801-123-5).

## Sekundärliteratur
Rolf Löchel: Eheprobleme – Die Tochterfiguren in Clara Viebigs Roman "Rheinlandstöchter", in: Braun-Yousefi, Ina (Hrsg.): Clara Viebig – Erfüllende Sehnsucht. Reiseberichte und Momente der Erweckung (Schriften zur Clara-Viebig-Forschung Bd. V), Nordhausen: Bautz 2023 (175–192).